# 胡夫里克
胡夫里克，是西班牙安达卢西亚自治区马拉加省的一个市镇。 总面积39平方公里，总人口751人（2001年），人口密度19人/平方公里。